# Quartier (militaire)
Pour les articles homonymes, voir Quartier.
 (avril 2015).
Si vous disposez d'ouvrages ou d'articles de référence ou si vous connaissez des sites web de qualité traitant du thème abordé ici, merci de compléter l'article en donnant les références utiles à sa vérifiabilité et en les liant à la section « Notes et références ».
 (avril 2015).
 (août 2023).
L'appellation « quartier » pour désigner un « casernement » est empruntée aux chasseurs alpins et s'est généralisée à d'autres corps de l'armée de terre française et à d'autres armées (belge, britannique, canadienne, nord-américaine, néerlandaise, italienne, danoise, suédoise, etc.). 
Dans le vocabulaire militaire, le quartier est constitué par l'ensemble des bâtiments, hangars, lieux de travail et de vie d'une unité militaire. En général, il est clôturé, et ses accès sont gardés, filtrés au poste de garde par le personnel de service. Il porte souvent le nom d'un illustre militaire de l'arme à laquelle il appartient (Quartier Tom Morel à Cran-Gevrier pour le 27e bataillon de chasseurs alpins ou Quartier Vienot à Aubagne pour le 1er régiment étranger).

## Historique
Les premières casernes datent, en France, de la fin du règne de Louis XIV. L'ordonnance du 6 avril 1718 supprime, en principe, le logement chez l'habitant, dans les villes de garnison, et l'impôt des étapes, c'est-à-dire l'obligation, pour les habitants, de défrayer les troupes en marche.
Pour subvenir aux frais de logement des troupes et à leur entretien pendant les routes, on adopte une contribution en argent payée par l'extraordinaire des guerres, c'est-à-dire sur le budget des provinces. Le trésor royal n'avait à supporter que les dépenses dites de l'ordinaire des guerres qui comprenaient la solde en station et l'habillement. Mais, les soldats ayant éprouvé trop de difficulté à vivre avec l'augmentation de solde provenant de cette contribution, le service des étapes fut rétabli en 1727.

Sous l'Ancien Régime, l'hébergement des troupes par les municipalités était une pratique courante qui était parfaitement encadrée par les règlements de l'époque. Ainsi, l'ordonnance de 1768 prévoyait que « lors de l'arrivée d'un régiment dans une garnison où les casernes n'ont pas une capacité suffisante, les troupes sont logées chez l'habitant ». Ces dispositions seront longtemps conservées pour les troupes montées, car il était plus difficile de construire des casernes avec des écuries que pour les militaires de l'infanterie, sans montures. Pour faciliter le service, il est prévu qu'hommes et chevaux d'un même escadron soient logés à proximité, donc dans un même quartier de la ville où « ils prenaient garnison ». C'est de là que vient l'usage du terme quartier pour désigner le casernement des troupes à cheval.

Sur les routes comme en campagne, chaque corps emmenait avec lui son « ustensile ». Lorsque le gîte était pourvu d'une caserne, les soldats devaient y être logés. Dans le cas contraire, on devait les réunir dans des maisons ou dans des chambres vides, chaudes et fermées, contenant des bancs et des tables. Le service de guerre fournissait le bois de chauffage, la paille et la chandelle. Les troupes payaient elles-mêmes les chariots nécessaires au transport du matériel, des bagages et des malades.